# Славко Матић
Славко Матић (Обреновац, 2. јул 1976) српски је фудбалски тренер и бивши фудбалер. Актуелни је тренер ТСЦ-А.